# مايكل أوروزكو
مايكل أوروزكو فيسكال (بالإنجليزية: Michael Orozco Fiscal)‏ (7 فبراير 1986 أورانج الولايات المتحدة - ) هو لاعب كرة قدم أمريكي، يلعب كمدافع، شارك في الألعاب الأولمبية الصيفية 2008.

## وصلات خارجية
ميكايل اوروزكو على موقع الاتحاد الدولي (مؤرشف)  (الإنجليزية)
- ميكايل اوروزكو على موقع الدوري الأمريكي (الإنجليزية)
- ميكايل اوروزكو على موقع قاعدة بيانات كرة القدم.إي يو (الإنجليزية)
- ميكايل اوروزكو على موقع ناشيونال فوتبول تيمز (الإنجليزية)
- ميكايل اوروزكو على موقع Soccerway.com (الإنجليزية)
- ميكايل اوروزكو على موقع أوليمبيديا (الإنجليزية)
- ميكايل اوروزكو على موقع AS.com (الإسبانية)